# بیبروس

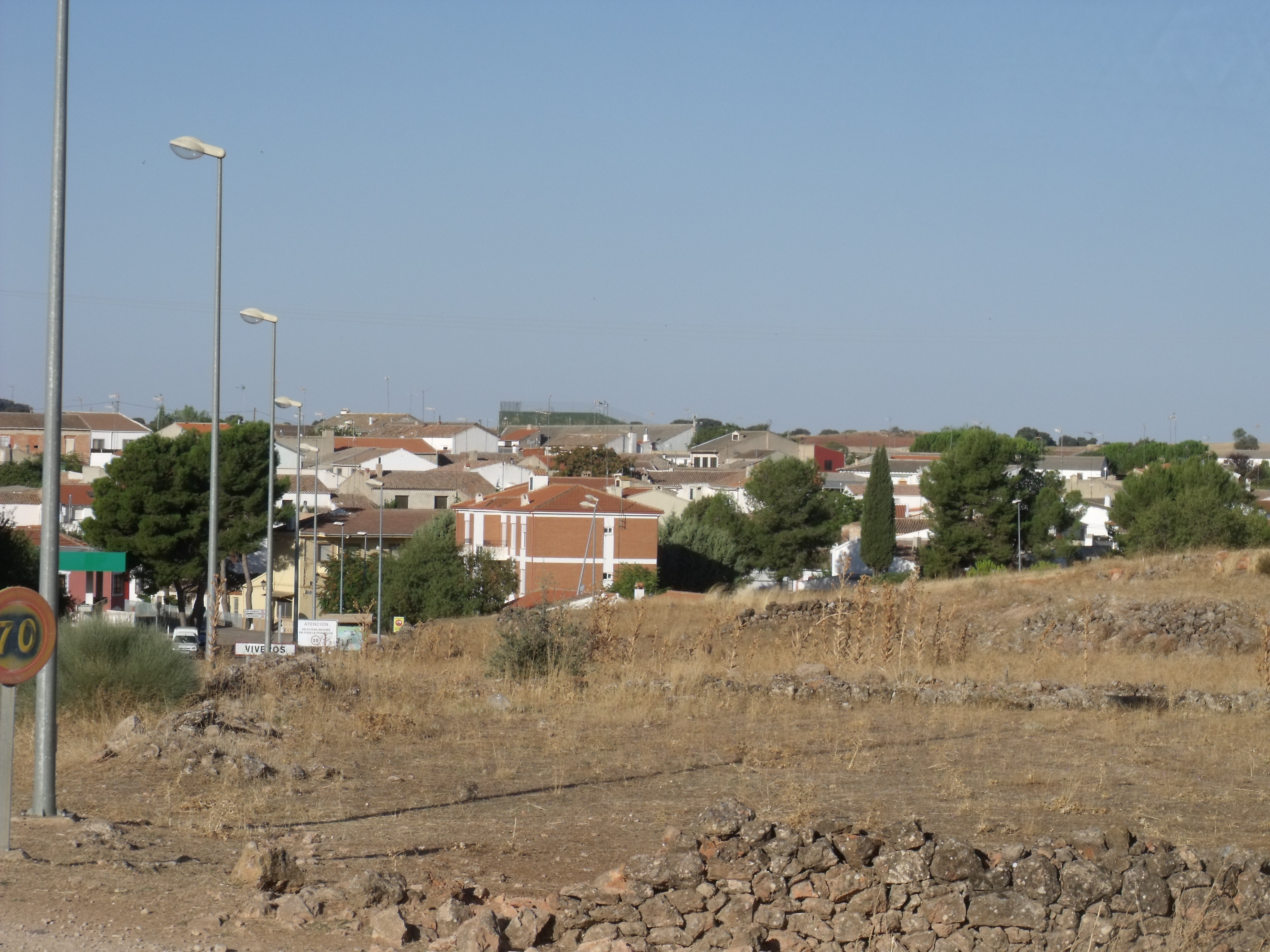
دهستان‌های آلباسته

بیبرس دهستانی در استان آلباستهٔ اسپانیا است.
در این دهستان ۴۸۰ نفر زندگی می‌کنند. مساحت این دهستان ۶۵٫۲۷ کیلومتر مربع است.